# Рапп Євгенія Юдифівна
Євгенія Юдифівна Рапп (до шлюбу Трушева, 19 вересня 1873, Харків, Російська імперія — 15 листопада 1960, Кламар, Франція) — революціонерка, художниця, скульпторка, мемуаристка.

## Життєпис
Народилася у Харкові у забезпеченій православній родині. Молодша сестра Лідії Юдифівни Бердяєвої.
У 1881—1889 роках навчалася у пансіоні при приватній жіночій гімназії Н. Я. Григорцович, яку за станом здоров'я не закінчила. Мати вихованням доньок майже не займалася. Дівчата мали бонн — спочатку німкеню, потім француженку. Вільно володіла французькою, музикувала.
З молодих років знаходилася під сильним впливом народницьких ідей. 21 вересня 1890 року написала листа Л. М. Толстому з питанням чому присвятити життя, яким життєвим шляхом піти, її лист залишився без відповіді.
З молодих років потрапила під вплив революційних ідей, входила до соціал-демократичного гуртка. Разом з сестрою Лідією бувала на революційних зборах, читала нелегальну літературу, увійшла до Харківського союзу Російської соціал-демократичної робітничої партії. 6 січня 1900 року сестер заарештували і до 26 січня тримали в одиночних камерах харківської в'язниці. Мати, Ірина Василівна Трушева, заплатила заставу по 2000 рублів за кожну з доньок.
На деякий час сестри відійшли від революційної діяльності. Влітку 1900 року Євгенія з чоловіком Є. І. Раппом відвідали Паризьку виставку.
1901 року сестри жили у приватному пансіоні в Парижі, навчалися у Вищій школі суспільних наук, де брали уроки живопису та скульптури.
Повернувшись додому, сестри знову приєдналася до революційної діяльності. У 1902 році вони привернули увагу Харківського охоронного відділення тим, що займалися революційною пропагандою серед селян Валківського повіту. Саме там у Бабаках знаходилася дача їх батьків, на якій кілька днів зберігався кошик зі шрифтом для підпільної друкарні. У ніч на 11 вересня 1903 року на дачі був обшук. Сестер і їх чоловіків заарештували, під час тюремного ув'язнення, вони брали участь у тюремному голодуванні з вимогами — збільшення 10 хвилинної прогулянки й зняття щитків з політичних ув'язнених. Через чотири місяці їх знову звільнили під заставу (крім Віктора) і видворили з Харкова. Місцем проживання Раппи-Трушеви обрали Київ.
Займається просвітництвом. Бере участь у відкритті бібліотек, шкіл. Входила до Харківської громадської бібліотеки.
З 1914 року проживала у родині старшої сестри Лідії та її чоловіка Миколи Бердяєва. Мала неабиякий вплив на філософа, їй присвячена праця «Самопознание».
Після смерті Миколи Бердяєва довгі роки жила удвох з його племінницею Софією Сергіївною, продовжила проведення п'ятничних зібрань, яке завжди розпочиналося читанням творів філософа.
Померла в Кламарі у 1960 році, похована на місцевому кладовищі. Має спільне поховання з сестрою Лідією, її чоловіком Миколою Бердяєвим та матір‘ю Іриною Василівною Трушевою.

## Упорядниця архіву Миколи Бердяєва
Після смерті філософа упорядкувала його архів у сімнадцять великих коробок. Куди увійшли його неопубліковані праці, журнальні статті з філософії творчості, історії, релігії, соціальної філософії, переписка з друзями, серед яких було багато вчених, письменників, політичних діячів різних країн. Спочатку архів зберігався у Національній бібліотеці Франції. Виконуючи волю Миколи Бердяєва про передачу його архіву на батьківщину, вела перемовини з посольством СРСР у Франції. Поверненню архіву заважав американський видавець праць Бердяєва, який вважав себе розпорядником творчого надбання філософа. Із залученням авторитетних французьких юристів було визначено, що американський видавець має права лише на твори ним видані. Невдовзі архів потрапив до Російського державного архіву літератури і мистецтва. 1007 одиниць зберігання включали рукописи статей, доповідей, трактатів, листи до С. М. Булгакова, З. М. Гіппіус, Д. С. Мережковського. Пізніше частина цих документів була надрукована.

## Родина
Батько — Юдиф Степанович Трушев. Служив нотаріусом Харківського окружного суду, потомствений почесний громадянин міста.
Мати — Ірина Василівна Трушева.
Сестра — Лідія Юдифівна Трушева (у першому шлюбі Рапп, у другому — Бердяєва). Народилася 19 вересня 1874 року, художниця, скульпторка.
Брат — Олександр Юдифович Трушев. Народився близько 1876 року, навчався у Харківському університеті. 1903 року перебував у Німеччині.
Чоловік — Євген Іванович Рапп (народ. 1868 р.), випускник Харківського університету, присяжний повіренний, мав численну адвокатську практику.